# معجزه (ترانه کسکادا)
«معجزه» (به انگلیسی: Miracle) تک‌آهنگی از کسکادا است که در سال ۲۰۰۴ میلادی منتشر شد.
این تک‌آهنگ در چارت‌های فرانسه در رتبه اول و در چارت‌های بریتانیا، ایرلند، جزو ده ترانه اول قرار گرفت.